# Parazen pacificus
Parazen pacificus is een straalvinnige vissensoort uit de familie van parazenen (Parazenidae). De wetenschappelijke naam van de soort is voor het eerst geldig gepubliceerd in 1935 door Kamohara.